# Det Norske Misjonsselskap
Det Norske Misjonsselskap är Norges äldsta missionsorganisation.
NMS består av föreningar, grupper och enskilda medlemmar och samarbetar med kyrkor och organisationer på fyra kontinenter. 
Sällskapets förste missionär var H. P. S. Schreuder som var verksam bland zuluerna i södra Afrika, i mitten av 1800-talet.
Det största missionsfältet är Madagaskar, där man varit verksam sedan 1866. Genom NMS arbete där har Madagaskars Lutherska kyrka växt fram.